# ダヴィド・エコーム
ダヴィド・エコーム（David Ekholm、1979年1月16日-）はスウェーデンの男子バイアスロン選手。ヴェルムランド県ハーグフォシュ出身。
1993年からバイアスロンを始め、2002年にナショナルチームに初めて選ばれた。2006年にはトリノオリンピックの代表に選ばれている。2009年には平昌郡でのバイアスロン世界選手権の2x6km+2x7.5kmリレー種目で銀メダルを獲得した。